# Stănița
Stănița – wieś w Rumunii, w okręgu Neamț, w gminie Stănița. W 2011 roku liczyła 403 mieszkańców.